# Хорый, Томаш
То́маш Хо́рый (чеш. Tomáš Chorý; род. 26 января 1995, Оломоуц, Североморавский край) — чешский футболист, нападающий клуба «Славия Прага» и сборной Чехии. Участник чемпионата Европы 2024.

## Клубная карьера
Хорый — воспитанник клуба «Сигма». 22 февраля 2014 года в матче против столичной «Славии» он дебютировал в Гамбринус лиге. 25 мая в поединке против «Зноймо» Томаш забил свой первый гол за «Сигму». В течение следующих четырёх сезонов команда дважды вылетала из элиты, но Хорый оставался в клубе и дважды помогал «Сигме» вернуться обратно.
4 января 2018 года перешёл в пльзеньскую «Викторию», подписав с клубом контракт на 4,5 года. 18 февраля в матче против «Сигмы» он дебютировал за новую команду. 11 марта в поединке против «Слована» Томаш забил свой первый гол за «Викторию». В своём дебютном сезоне он стал чемпионом страны.
В октябре 2020 года ушёл в аренду в «Зюлте-Варегем», по окончании сезона 2020/2021 вернулся в «Викторию».
15 мая 2022 года Хорый завоевал свой второй титул в чемпионате Чехии.

## Международная карьера
В 2017 году в составе молодёжной сборной Чехии Хорый принял участие в молодёжном чемпионата Европы в Польше. На турнире он сыграл в матчах против команд Германии, Италии и Дании. В поединке против датчан Томаш забил гол.
20 ноября 2023 года в отборочном матче ЧЕ-2024 против сбороной Молдавии дебютировал за главную сборную страны, забив мяч на 72 минуте..

## Статистика выступлений за сборную
| Матчи за сборную Чехии | Матчи за сборную Чехии | Матчи за сборную Чехии | Матчи за сборную Чехии | Матчи за сборную Чехии | Матчи за сборную Чехии    | Матчи за сборную Чехии |
| ---------------------- | ---------------------- | ---------------------- | ---------------------- | ---------------------- | ------------------------- | ---------------------- |
| №                      | Дата                   | Оппонент               | Счёт                   | Голы                   | Соревнование              |                        |
| 1                      | 20 ноября 2023         | Молдова                | 3:0                    | 1                      | Отборочный матч ЧЕ-2024   |                        |
| 2                      | 22 марта 2024          | Норвегия               | 2:1                    | -                      | Товарищеский матч         |                        |
| 3                      | 26 марта 2024          | Армения                | 2:1                    | 1                      | Товарищеский матч         |                        |
| 4                      | 7 июня 2024            | Мальта                 | 7:1                    | -                      | Товарищеский матч         |                        |
| 5                      | 10 июня 2024           | Северная Македония     | 2:1                    | -                      | Товарищеский матч         |                        |
| 6                      | 18 июня 2024           | Португалия             | 1:2                    | -                      | ЧЕ-2024. Групповая стадия |                        |
| 7                      | 26 июня 2024           | Турция                 | 1:2                    | -                      | ЧЕ-2024. Групповая стадия |                        |
| 8                      | 10 сентября 2024       | Украина                | 3:2                    | -                      | Лига наций 2024/25        |                        |
| 9                      | 11 октября 2024        | Албания                | 2:0                    | 2                      | Лига наций 2024/25        |                        |
| 10                     | 14 октября 2024        | Украина                | 1:1                    | -                      | Лига наций 2024/25        |                        |
| 11                     | 14 ноября 2024         | Албания                | 0:0                    | -                      | Лига наций 2024/25        |                        |
| 12                     | 22 марта 2025          | Фарерские острова      | 2:1                    | -                      | Отборочный матч ЧМ-2026   |                        |
| 13                     | 6 июня 2025            | Черногория             | 2:0                    | -                      | Отборочный матч ЧМ-2026   |                        |
| 14                     | 9 июня 2025            | Хорватия               | 1:5                    | -                      | Отборочный матч ЧМ-2026   |                        |

## Достижения
Командные
 Виктория Пльзень
- Чемпион Чехии (2): 2017/18, 2021/22